# Philippe Larquier
Pour les articles homonymes, voir Larquier et Phil.
Philippe Larquier, connu sous le pseudonyme Phil, né le 8 mai 1905 à Mont-de-Marsan et mort le 20 mai 1940 à Vanves, est un dessinateur de presse et caricaturiste français.

## Biographie

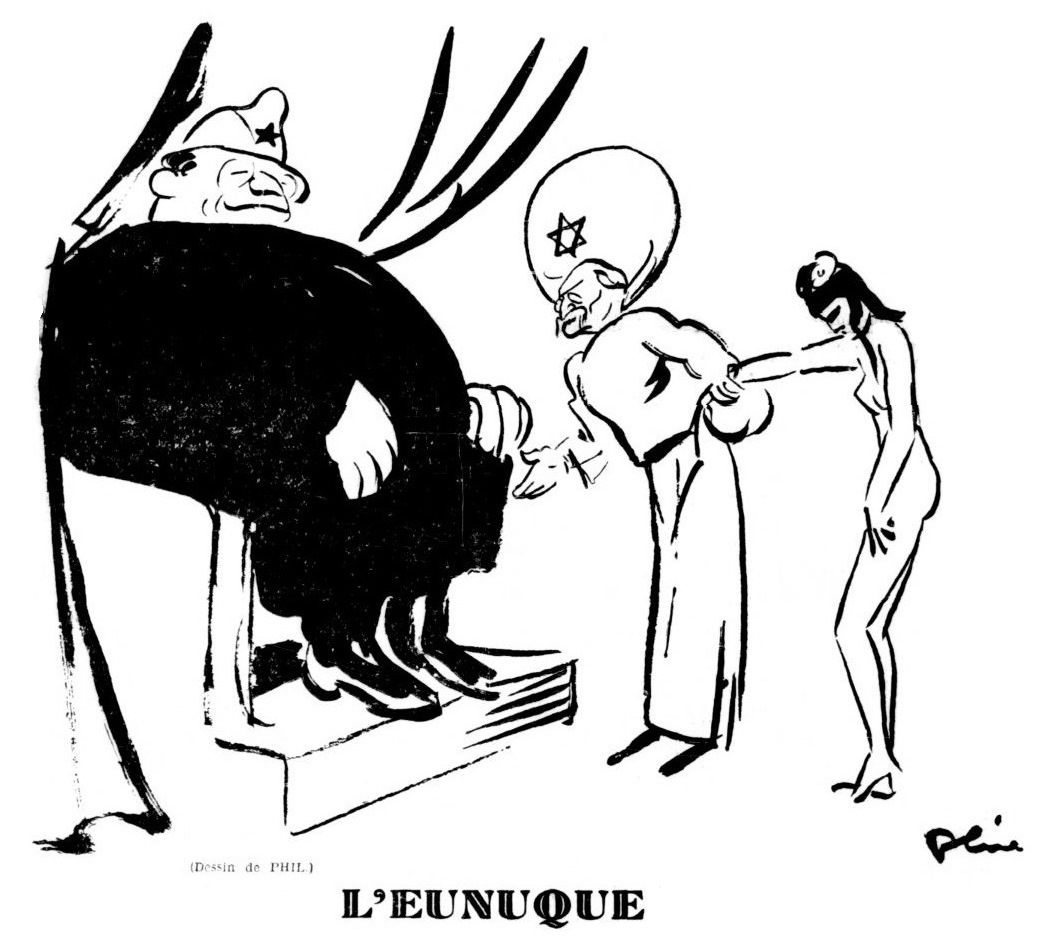
L'Eunuque (Léon Blum), dessin antisémite et anticommuniste publié dans Je suis partout (11 juillet 1936).

Né le 8 mai 1905 à la Villa Madeleine, avenue Cronstadt, à Mont-de-Marsan, Philippe-Firmin-Paul-Marie Larquier est le fils de Marie-Antoinette-Pauline Cagé et du journaliste Pierre-Marie-Victor Larquier, dit Raphaël Larquier.
Dessinateur de presse à partir de la fin des années 1920, Philippe Larquier signe ses dessins du pseudonyme « Phil ». Il collabore régulièrement à la revue humoristique Ric et Rac mais se fait surtout connaître dans des publications d'extrême droite telles que L'Autorité, Gringoire, Je suis partout et Candide. Phil était président du syndicat des dessinateurs de journaux.
Mobilisé en août 1938, en mars 1939 puis en août 1939 et affecté à la DCA, le maréchal des logis Philippe Larquier tombe gravement malade en service commandé. Il meurt le 20 mai 1940 à Vanves.